# Hadsund Flyveplads
Hadsund Flyveplads (lokalt også kaldet Buddum Flyveplads) (ICAO-lufthavnskode EKHS) var en dansk flyveplads, der lå nær Sekundærrute 541 nord for den lille bebyggelsen Buddum ca. 8 km øst for Hadsund og et par kilometer vest fra Als.
I 2013 kom et forslag frem med en vindmøllepark ved Buddum/Veddum, i alt 14 vindmøller er der tale om, men planlægning af dette område kan først påbegyndes hvis Hadsund Flyveplads nedlægges.
26. marts 2019 blev Hadsund Flyveplads permanent lukket.